# Middleware
Middleware, también conocido como lógica de intercambio de información entre aplicaciones (interlogical) o agente intermedio, es un sistema de software que ofrece servicios y funciones comunes para las aplicaciones. En general, el middleware se encarga de las tareas de gestión de datos, servicios de aplicaciones, mensajería, autenticación y gestión de API. Es un software que asiste a una aplicación para interactuar o comunicarse con otras aplicaciones, o paquetes de programas, redes, hardware o sistemas operativos. Este simplifica el trabajo de los programadores en la compleja tarea de generar las conexiones y sincronizaciones que son necesarias en los sistemas distribuidos. De esta forma, se provee una solución que mejora la calidad de servicio, así como la seguridad, el envío de mensajes, la actualización del directorio de servicio, etc.
Funciona como una capa de abstracción de software distribuida, que se sitúa entre las capas de aplicaciones y las capas inferiores (sistema operativo y red). El middleware abstrae de la complejidad y heterogeneidad de las redes de comunicaciones subyacentes, así como de los sistemas operativos y lenguajes de programación, proporcionando una API para la fácil programación y manejo de aplicaciones distribuidas. Dependiendo del problema a resolver y de las funciones necesarias, serán útiles diferentes tipos de servicios de middleware. Por lo general el middleware del lado cliente está implementado por el Sistema Operativo, el cual posee las bibliotecas que ejecutan todas las funcionalidades para la comunicación a través de la red. 
Se encarga de las tareas de gestión  de datos servicios de aplicaciones mensajería auto indicación y gestiones de apps. También facilita el acceso a una red y aumenta la velocidad de ejecución del sistema.
Es definido en dos categorías conocidas como integración y aplicación. Cada middleware dispone de ciertos protocolos y paradigmas.
Está basado y orientado a los procedimientos de interacción de los datos de modo que se ejecuta la sincronización de un proceso en específico.
El middleware abarca desde servidores web hasta sistemas de autenticación y herramientas de mensajería:
- Automatización empresarial inteligente - Transmisión de datos - Integración completa - Automatización empresarial inteligente - Transmisión de datos - Integración completa

## Definición
El middleware es todo software que se sitúa entre el sistema operativo y las aplicaciones que corren sobre él. Este funciona como una capa de traducción que posibilita la comunicación y la administración de datos en aplicaciones distribuidas.
El middleware busca proporcionarles a los sistemas distribuidos la propiedad de la transparencia, esto es, enmascarar la naturaleza heterogénea del sistema. Esto se logra proporcionando las siguientes características:
- Ofrecer la capacidad de solicitar y recibir datos de manera transparente.
- Liberando a los diseñadores y administradores del sistema de problemas de implementación derivados de la complejidad del sistema operativo.

En la práctica el middleware se representa mediante procesos u objetos dentro de un conjunto de equipos que interactúan entre sí para implementar la comunicación y el intercambio de recursos para las aplicaciones distribuidas.

## Historia
El origen de la palabra middleware se remonta al año 1960, en donde la palabra fue usada durante la '1960 NATO Software Engineering Conference', siendo una idea de cómo conectar el nuevo software con sistemas más antiguos.
Durante las décadas previas a los años 1990, fue solamente descrito como un software para la gestión de conexión en redes, pero para cuando las tecnologías en redes alcanzaron una penetración y visibilidad suficiente, el software middleware' había evolucionado en un conjunto de paradigmas y servicios. De esta forma se estaba ofreciendo una manera más fácil, robusta y controlable, para construir aplicaciones distribuidas.

## Taxonomía de los programas demiddleware

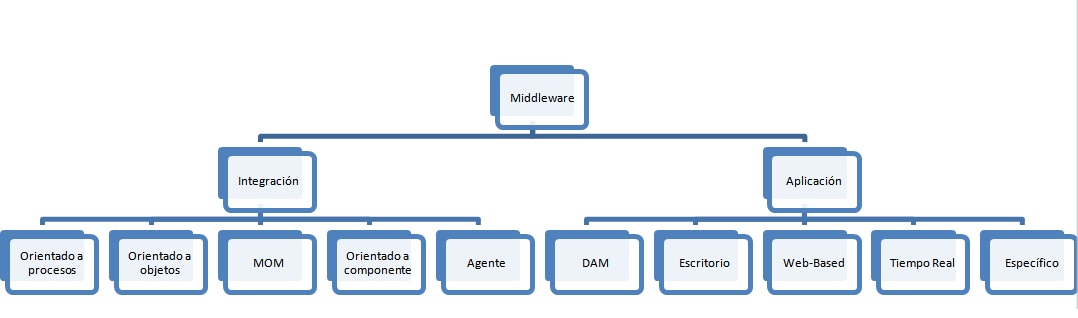
Esquema taxonomía de software middleware.

La taxonomía o clasificación del software middleware puede ser descrita en dos grandes categorías: una de integración y otra de aplicación. Estas poseen a su vez diferentes clases.

### Categoría de integración
Es el tipo de integración que posee la capacidad de unirse con sistemas heterogéneos. Cada middleware posee diferentes protocolos de comunicación o formas de operar en diferente software. Los tipos de integración se pueden ver como:

#### Orientados a procedimiento o procesos
Los middleware que son orientados a procesos, utilizan una comunicación sincronizada (como por ejemplo el teléfono). Una de las características de estos, es que utilizan el client stub y el server skeleton. El client stub convierte la petición en un mensaje que es mandado al servidor; luego el server skeleton recibe el mensaje, lo convierte en la petición y llama a la aplicación del servidor donde ésta es procesada. Terminado el procesamiento, ocurre el proceso inverso. El client stub verifica los errores, envía los resultados al software que inició la petición y entonces suspenden el proceso.
Las ventajas de estos middleware es que usan un tipo estándar en nombres de servicios y procesos remotos, pueden retornar respuesta aún con problemas en la red y pueden manejar múltiples tipos de formatos para datos y niveles heterogéneos de sistemas de servicio. Las desventajas son que no poseen escalabilidad, no pueden retornar la información a un programa diferente del que realizó la solicitud (reflexión) y poseen procesos muy rígidos.

#### Orientados a objetos
Soportan pedidos de objetos distribuidos. La comunicación entre los objetos puede ser sincronizada, sincronizada diferida o no sincronizada. Soportan múltiples pedidos similares realizados por múltiples clientes en una transacción. La forma de operar es:
1. El objeto cliente llama a un método lógico para obtener un objeto remoto.
2. Un ORB Proxy (también conocido como stub) pone en orden la información (marshalling o serialización) y la transmite a través del agente (broker).
3. El agente actúa como punto medio y contacta con diversas fuentes de información, obtiene sus referentes IDs, recolecta información y, en ocasiones, la reorganiza.
4. El proxy remoto (también conocido como skeleton) desordena (unmarshalling o deserialización) la información que le llega del agente y se la pasa al objeto servidor.
5. El objeto servidor procesa la información y genera un resultado que es devuelto al cliente siguiendo los pasos inversos.

Las ventajas son que permiten generar reflexión y escalabilidad, que opera con múltiples tipos de información y estados y que soporta procesos múltiples. Las desventajas consisten en obtener la existencia de vínculos antes de la ejecución y de un código contenedor para algunos sistemas heredados.

#### Orientados a mensajes (MOM,Message-oriented middleware)
Se pueden dividir en dos tipos, espera y publicación/suscripción. El paso de espera se puede dividir en mensaje y espera.
El paso de mensaje inicia con que la aplicación envía un mensaje a uno o más clientes, con el MOM del cliente. El servidor MOM, recoge las peticiones de la cola (Message Broker) en un orden o sistema de espera predeterminado. Los actos del servidor MOM son como un router y usualmente no interactúan con estas. El MOM de publicación y suscripción actúa de manera ligeramente diferente, es más orientado a eventos. Si un cliente quiere participar por primera vez, se une al bus de información. Dependiendo de su función, si es como publicador, suscriptor y ambas, este registra un evento. El publicador envía una noticia de un evento al bus de memoria. El servidor MOM envía un anuncio al subscriptor registrado cuando la información está disponible.

#### Orientados a componentes
Un componente es un «programa que realiza una función específica, diseñada para operar e interactuar fácilmente con otros componentes y aplicaciones». El middleware en este caso en una configuración de componentes. Los puntos fuertes de este middleware es que es configurable y reconfigurable. La reconfiguración se puede realizar en tiempo de ejecución, lo que ofrece una gran flexibilidad para satisfacer las necesidades de un gran número de aplicaciones.

#### Agentes
Los agentes son un tipo de middleware que posee varios componentes:
- Entidades. Pueden ser objetos o procesos.
- Medios de comunicación. Pueden ser canales, tuberías, etc.
- Leyes. Identifican la naturaleza interactiva de los agentes. Pueden ser la sincronización o el tipo de esquema.

Las ventajas de los middleware agentes son que la capacidad de éstos para realizar una gran cantidad de tareas en nombre del usuario y para cubrir una amplia gama de estrategias basadas en el entorno que les rodea. Sin embargo su implementación es complicada debido a la complejidad y dificultades dadas por las operaciones que manejan.

### Categoría de aplicación
La clasificación por aplicación incluye los middleware que son ajustados para aplicaciones específicas.

#### Middlewarepara acceso a información (DAM,Data Access middleware)
Los middleware para acceso a información tienen la característica de poder interactuar con diversas fuentes de datos. En este tipo de middleware se encuentran los que procesan transacciones, gateways de bases de datos y sistemas distribuidos de transacción/procedimiento.
Sus ventajas residen en la comunicación que tienen entre múltiples fuentes de datos, la conversión del lenguaje de programación de la aplicación a un lenguaje aceptado por la fuente de datos de destino y la capacidad de respuesta en un formato y lenguaje aceptable para el solicitante.

#### Middlewarede escritorio
Los middleware de escritorio pueden hacer variaciones en la presentación de la información pedida por el usuario por aplicaciones de rastreo y asistencia, controlar cualquier servicio de transporte y proveer una copia de seguridad y otras operaciones de fondo. Otras pueden ser manutención y gráficas, ordenamientos, directorios de servicios, manejo de información de la base de datos, manejo de procesos, calendarización de trabajos, notificación de eventos de servicios, manejo de instalación de software, servicios de cifrado y control de accesos.

#### Middlewarebasados en la web
Este tipo de middleware asiste al usuario con la navegación web, el uso de interfaces que le permiten encontrar páginas de su interés y detectar cambios de interés del usuario basado en su historial de búsquedas. Provee de un servicio de identificación para un gran número de aplicaciones y comunicación entre procesos independiente del sistema operativo, protocolo de red y plataforma de hardware. Los middleware que se encuentran fuertemente unidos a la red se llaman servidores de aplicaciones, ya que mejoraran el rendimiento, disponibilidad, escalabilidad, seguridad, recuperación de información, y soportan la administración colaborativa y su uso. Los middleware pueden contactar directamente a la aplicación ganando mejor comunicación entre el servidor y el cliente. Otros servicios importantes dados por este tipo de middleware son servicios de directorios, correos electrónicos, cadenas de suministros de gran tamaño, accesos remotos a información, descarga de archivos, accesos a programas y acceso a aplicaciones remotas.

#### Middlewarea tiempo real
La información en tiempo real es caracterizada porque la información correcta en un instante puede no serlo en otro. Los middleware en tiempo real soportan las peticiones sensibles al tiempo y políticas de planificación. Esto se realiza con servicios que mejoran la eficiencia de las aplicaciones de usuario. Los middleware en tiempo real se pueden dividir en diferentes aplicaciones:
- Aplicación de base de datos en tiempo real.
- Sensor de procesamiento.
- Transmisión de información.

La información que pasa a través de un middleware en tiempo real se ha incrementado dramáticamente con la introducción de internet, redes inalámbricas, y las nuevas aplicaciones basadas en la difusión.
Las ventajas de este tipo de middleware son que proveen un proceso de decisión que determina el mejor criterio para resolver procesos sensibles al tiempo, y la posibilidad de ayudar a los sistemas operantes en la localización de recursos cuando tienen tiempos límites de operación.
Los middleware multimedia son una rama mayor en los middleware en tiempo real. Estos pueden manejar una gran variedad de información. Estos tipos pueden ser textos, imágenes de todo tipo (GPS, imágenes, etc.), procesadores de lenguajes naturales, música y video. La información debe ser recopilada, integrada y entonces enviada al usuario sensible del tiempo. Los dispositivos multimedia pueden incluir una mezcla de dispositivos tanto físicos (parlantes, cámaras, micrófono) como lógicos.

#### Middlewareespecialistas
En muchos casos los middleware proveen una tarea muy específica que no se puede ajustar a las categorías anteriores. Un ejemplo serían middlewares médicos.

### Categoría de nivel
La clasificación por niveles se diferencia en dos tipos: middleware a bajo nivel y middleware a alto nivel.

#### Middleware a bajo nivel
Middleware que ofrecen funcionalidades esenciales, generalmente relacionadas con cambios sobre el soporte básico TCP/UDP + IP.
Sus principales características son:
- Serialización (en inglés, Marshalling): la serialización es el proceso de transformación de un objeto, que se encuentra en un medio de almacenamiento, a un formato de datos adecuado para el almacenamiento o la transmisión.
- Multicast sobre IP: IP Multicast es un método para transmitir datagramas IP a un grupo de receptores interesados.
- Red superpuesta: una red superpuesta, es una red virtual de nodos enlazados lógicamente que está construida sobre una o más redes subyacentes.

#### Middleware a alto nivel
Este nivel se dedica a la comunicación e invocación remota. Es un middleware centrado en el envío y recepción de datos, es decir, en cómo se comunican los procesos en un sistema distribuido.
Se diferencian tres tipos:
- Llamada a procedimiento remoto (en inglés, Remote Procedure Call, RPC): la Llamada a procedimiento remoto es un programa que utiliza una computadora para ejecutar código en otra máquina remota sin la necesidad de preocuparse por la comunicación entre ambas máquinas.

- Remote Method Invocation (RMI): Java Remote Method Invocation es un mecanismo ofrecido por Java para invocar a un método de forma remota. Es una extensión de RPC para la transferencia directa de objetos distribuidos.

- Protocolos de petición-respuesta: el protocolo petición-respuesta incluye una serie de protocolos que proporcionan soporte, relativamente de bajo nivel, para solicitar la ejecución de una operación remota. Sientan las bases de Remote Procedure Call (RPC) y (Remote Method Invocation (RMI).

## Aplicaciones
Los servicios de middleware proporcionan un conjunto más funcional de la API s para permitir una aplicación a:
- Localizar claramente a través de la red, proporcionando así una interacción con otro servicio o aplicación
- Los datos filtrados para que sean utilizables en un ambiente público a través de anonymization process para la protección de la privacidad (por ejemplo)
- Ser independiente del servicio de red
- Ser fiable y siempre disponible
- Añadir los atributos complementarios como semántica en comparación con el sistema operativo y servicios de red.

Middleware ofrece algunas ventajas únicas tecnológicas para los negocios y la industria. Por ejemplo, los sistemas tradicionales de bases de datos suelen ser desplegados en entornos cerrados, donde los usuarios acceden al sistema sólo a través de una red restringida o intranet (por ejemplo, red interna de una empresa). Con el crecimiento de la World Wide Web, los usuarios pueden acceder a prácticamente cualquier base de datos para las que tengan derechos de acceso adecuados desde cualquier parte del mundo. Middleware aborda el problema de diferentes niveles de interoperabilidad entre las estructuras de base de datos diferente. Middleware facilita el acceso a la herencia de un sistema de gestión de bases de datos (DBMS) o aplicaciones a través de un servidor web, sin tener en cuenta las características específicas de base de datos.
Las empresas frecuentemente utilizan las aplicaciones de middleware para vincular la información de bases de datos de sus departamentos, tales como nóminas, ventas y contabilidad, o bases de datos alojadas en múltiples localizaciones geográficas. En el mercado de la salud que es altamente competitivo, los laboratorios hacen un amplio uso de aplicaciones de middleware para minería de datos y sistema informático del laboratorio (LIS), y para combinar los sistemas de información durante fusiones de hospitales. Los Middleware ayudan a reducir la brecha entre LISs separados en una red de salud recién formado a raíz de una compra del hospital.
Los desarrolladores de redes inalámbricas pueden utilizar middleware para afrontar los retos asociados a los de sensores inalámbricos de red (WSN), o tecnologías WSN. La implementación de una aplicación de middleware permite WSN desarrolladores. Para integrar los sistemas operativos y hardware con la amplia variedad de aplicaciones diferentes que están disponibles actualmente.
Los middleware pueden ayudar a los desarrolladores de software a no tener que escribir APIs para todos los programas de control, que actúa como una interfaz de programación independiente para sus aplicaciones. Para la Internet del Futuro, el funcionamiento de la red a través del monitoreo de tráfico en escenarios multi-dominio, utilizando herramientas de mediación (middleware) es una poderosa ayuda, ya que permiten operadores, investigadores y proveedores de servicios para supervisar Calidad de servicio y analizar los eventuales fracasos en servicio de telecomunicaciones.
Por último, el comercio electrónico utiliza middleware para ayudar en el manejo de transacciones rápidas y seguras a través de muchos tipos diferentes de entornos informáticos. En resumen, el middleware se ha convertido en un elemento crítico en una amplia gama de industrias, gracias a su capacidad de reunir los recursos a través de diferentes redes o plataformas de computación.
En 2004 los miembros de la Unión Europea de Radiodifusión (UER), han realizado un estudio de middleware con respecto a la integración de sistemas en entornos de difusión. Se trataba de sistema de expertos en ingeniería de diseño de 10 principales cadenas europeas, se trabajó durante un período de 12 meses para entender el efecto de productos, principalmente de software, basado en técnicas de producción de medios de comunicación y el diseño del sistema de radiodifusión. Los informes resultantes 3300S Tecnología 3300 y Tech fueron publicados y están disponibles gratuitamente desde el sitio web de la UER.